# Florina Pașcalău
Maria Florina Pașcalău (Cluj-Napoca, 19 gennaio 1982) è un'ex cestista rumena.
Alta 194 cm, giocava come centro.

## Carriera
Dal 2002 gioca nella Trogylos Priolo di Santino Coppa. Nel 2011-'12 passa alla Taranto Cras Basket. Disputa una stagione sola in maglia tarantina, conclusa anzitempo per un grave infortunio al ginocchio sinistro. In seguito, torna in patria, al Municipal Targoviste.
Nel 2007 è stata convocata per gli Europei in Italia con la maglia della nazionale della Romania.
Nel 2015 ritorna in Italia nelle file del San Martino di Lupari.

## Statistiche
Statistiche aggiornate al 6 maggio 2011
| Stagione        | Squadra              | Competizione | Partite | Partite | Partite | Statistiche tiro | Statistiche tiro | Statistiche tiro | Altre statistiche | Altre statistiche | Altre statistiche | Altre statistiche | Altre statistiche |
| Stagione        | Squadra              | Competizione | Pres.   | Titol.  | Minuti  | Tiri da 2        | Tiri da 3        | Liberi           | Rimb.             | Assist            | Rubate            | Stopp.            | Punti             |
| --------------- | -------------------- | ------------ | ------- | ------- | ------- | ---------------- | ---------------- | ---------------- | ----------------- | ----------------- | ----------------- | ----------------- | ----------------- |
| 2002-2003       | Acer Priolo          | Serie A1     | 21      |         | 548     | 60/133           | 0/1              | 40/47            | 125               | 2                 | 26                |                   | 160               |
| 2003-2004       | Acer Priolo          | Serie A1     | 30      |         | 705     | 101/201          | 2/18             | 76/95            | 186               | 12                | 25                | 3                 | 323               |
| 2004-2005       | Acer Priolo          | Serie A1     | 32      |         | 955     | 188/333          | 0/4              | 97/131           | 262               | 16                | 46                | 0                 | 473               |
| 2005-2006       | Acer Priolo          | Serie A1     | 41      | 37      | 1130    | 190/353          | 1/2              | 106/141          | 296               | 19                | 72                | 5                 | 489               |
| 2006-2007       | Trogylos Priolo      | Serie A1     | 37      | 12      | 880     | 129/266          | 1/8              | 87/127           | 210               | 22                | 47                | 10                | 348               |
| 2007-2008       | Acer Priolo          | Serie A1     | 29      | 29      | 871     | 133/270          | 3/11             | 115/154          | 212               | 21                | 48                | 13                | 390               |
| 2008-2009       | Acer Erg Priolo      | Serie A1     | 28      | 28      | 889     | 152/317          | 2/11             | 100/131          | 175               | 17                | 45                | 9                 | 410               |
| 2009-2010       | Erg Power&Gas Priolo | Serie A1     | 29      | 29      | 849     | 134/282          | 5/13             | 123/153          | 136               | 16                | 49                | 12                | 406               |
| 2010-2011       | Erg Priolo           | Serie A1     | 26      | 26      | 789     | 115/250          | 5/22             | 99/116           | 119               | 17                | 37                | 9                 | 344               |
| 2011-2012       | Cras Taranto         | Serie A1     | 21      | 6       | 309     | 52/97            | 0/4              | 18/25            | 67                | 11                | 10                | 1                 | 122               |
| Totale carriera |                      |              |         |         |         |                  |                  |                  |                   |                   |                   |                   |                   |

## Palmarès
- Campionato italiano: 1
Cras Taranto 2011-12
- Campionato rumeno: 1
Livas Targoviste: 2002